# ده قبیله گمشده
ده قبیله گمشده یا ده قوم گمشده به ده قبیلۀ بنی اسرائیل گفته می‌شود که سرنوشت آنان پس از اخراج به دست آشوریان در سال ۷۲۲ پیش از میلاد مشخص نیست. ملتها و افراد بسیاری سعی کرده‌اند خود را بازماندۀ این ده قبیله بنامند. از دیدگاه آخرالزمانی یهودی و مسیحی این ده قبیله در آخرالزمان پیدا می‌شوند و به ارض مقدس باز می‌گردند.

## در کتاب مقدس

اخراج اسرائیل توسط آشوریان

بنا به کتاب مقدس یعقوب نبی دوازده پسر داشت. هر کدام از این دوازده پسر یک قبیله تشکیل داد و از مجموع این قبایل قوم اسراییل شکل گرفت. بعد از اتمام پادشاهی سلیمان بین جانشینان او اختلاف افتاد. ده قبیله از دوازده قبیلۀ اسراییل رِحُبُعام، پسر سلیمان، را به عنوان شاه قبول نکردند. این ده قبیله عبارت بودند از این قبایل رئوبن، ایساکر، زبولون، دن، نفتالی، گد، آشر، افرایم و مناسه و لاوی که پادشاهی شمالی اسرائیل را تشکیل دادند. قبایل یهودا و بنیامین با رحبعام بیعت کرده پادشاهی یهودا را تشکیل دادند. در سال ۷۳۲ پیش از میلاد پادشاه آشوریان به رهبری تیگلات-پیلسر سوم به پادشاهی اسرائیل حمله کرد و بخشی از قلمروی آن را تصرف کرد. مردم قبایل اسرائیل به اسارت درآمدند و به منطقۀ میانرودان کوچانده شدند. اسرائیل با قلمروی کوچکتری به حیات خود ادامه داد تا این که درنهایت در سال ۷۲۵ پیش از میلاد آشوریان مجدداً به این منطقه حمله کردند و این بار تمامی ساکنین منطقه را به اسارت گرفتند. پس از این زمان از سرنوشت این قبایل اطلاعی در دست نیست. در متون یهودی گوناگون وعده داده شده‌است که در آخرالزمان این ده قبیله پیدا خواهند شد و به ارض مقدس باز خواهند گشت.